# Mangifera minor
Mangifera minor är en sumakväxtart som beskrevs av Carl Ludwig von Blume. Mangifera minor ingår i släktet Mangifera och familjen sumakväxter. Inga underarter finns listade i Catalogue of Life.